# Franck Monnet

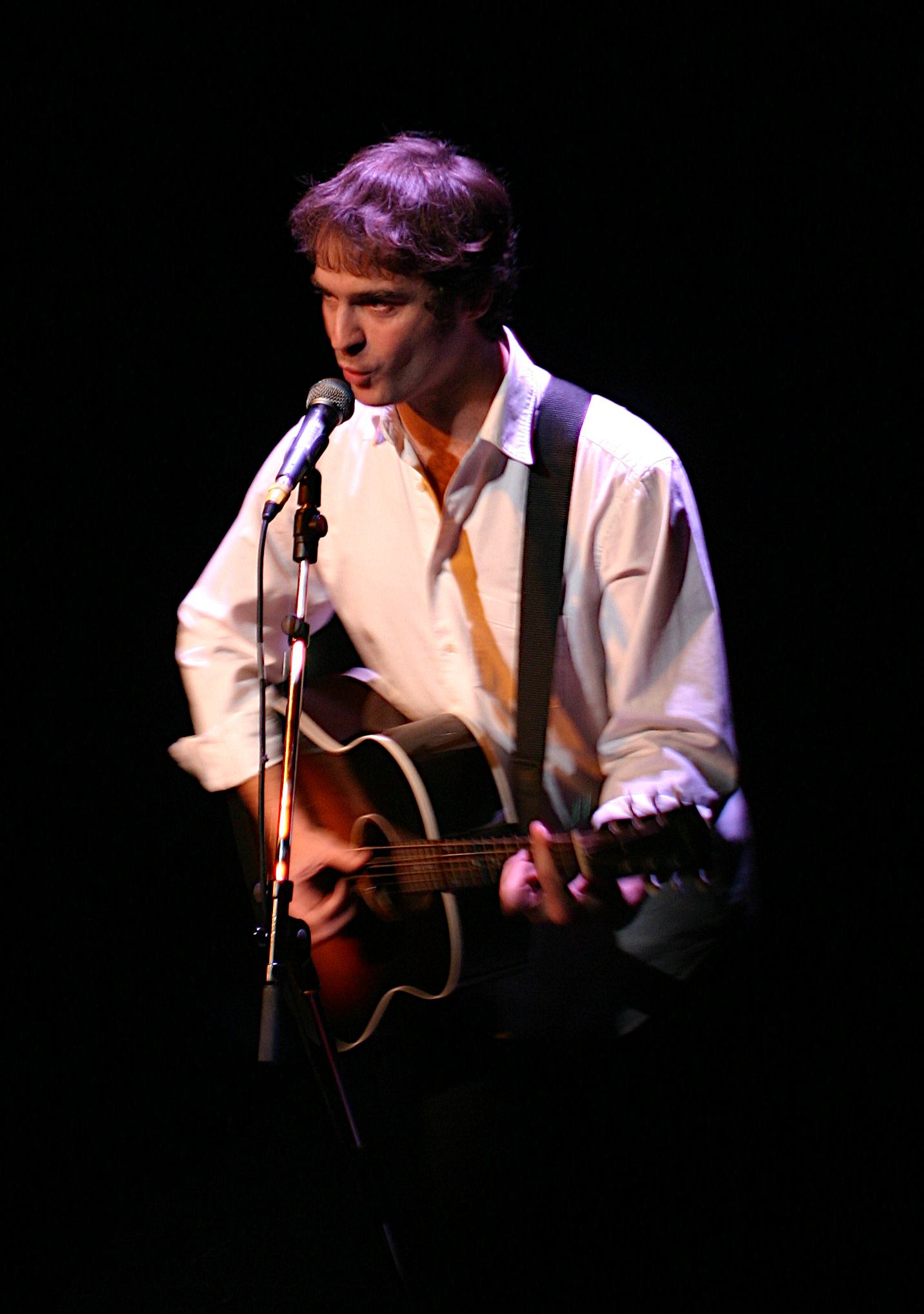
Monnet, 2004

Franck-Yannick-Gilbert Monnet (Le Mans, 13 de septiembre de 1967) es un cantautor, guitarrista y organista francés afincado en Nueva Zelanda.
Además de su carrera como solista, ha compuesto canciones para Vanessa Paradis o Tryo.

## Discografía
- Playa (1998)
- Les embellies (2000)
- Au grand jour (2004)
- Malidor (2006)
- Waimarama (2014)